# سيف بن حمد الشرقي
سيف بن حمد الشرقي كان حاكم الفجيرة من 1936 إلى 1938 ورئيس قبيلة الشرقيين.
كانت الفجيرة تابعة اسمياً للشارقة، ثم أبو ظبي، وكانت الفجيرة مستقلة فعلياً بعد عدد من النزاعات، ليس أقلها مع جيرانها، كلباء وخورفكان التابعين للشارقة.
خلف الشيخ سيف والده حمد الشرقي الذي ناضل طوال حياته من أجل استقلال الفجيرة عن الشارقة ومن أجل الاعتراف البريطاني بالفجيرة كدولة متصالحة في حد ذاتها، وقد تحقق هذا الطموح من قبل محمد بن حمد الأخ الأصغر لسيف الذي تولى الحكم بعد وفاة سيف في عام 1938 أو 1939 وانضم إلى اتحاد الإمارات العربية المتحدة.